# Billaea edwardsi
Billaea edwardsi là một loài ruồi trong họ Tachinidae.